# Coquette pailletée
Lophornis stictolophus
Espèce
Synonymes
- Lophornis stictolopha

Statut de conservation UICN

 LC  : Préoccupation mineure
Statut CITES
La Coquette pailletée (Lophornis stictolophus) est une espèce de colibri (famille des Trochilidae).

## Répartition
Cet oiseau vit en Colombie, en Équateur, au Pérou et au Venezuela.

## Habitat
Cette espèce habite les forêts tropicales et subtropicales sèches, les forêts tropicales et subtropicales humides de plaines mais aussi sur les forêts lourdement dégradées.

Carte de répartition de l'espèce